# Lucien Gillen
Lucien Gillen (født 7. oktober 1928 i Luxembourg by, død 11. august 2010 smst.) var en cykelrytter fra Luxembourg. Han kørte både landevejs- og banecykling.
Fra 1952 til 1964 vandt Gillen 11 seksdagesløb, heriblandt fire ved Københavns seksdagesløb.